# Circuit de Spa-Francorchamps
Circuit de Spa-Francorchamps är en racerbana 50 kilometer sydost om Liège i östra Belgien. På banan körs bland annat Belgiens Grand Prix i Formel 1, race i GP2 Series, World Series by Renault och Superstars Series, samt långloppen Spa 24-timmars och Spa 1000 km. Banan har under senare tid haft en plats på Formel 1-kalendern varje säsong med undantag för 2003, på grund av en tobaksreklamtvist och 2006, då en omfattande ombyggnad av banan gjordes.
Tidigare har bland annat Deutsche Tourenwagen Masters och World Touring Car Championship körts på banan.

## Externa länkar

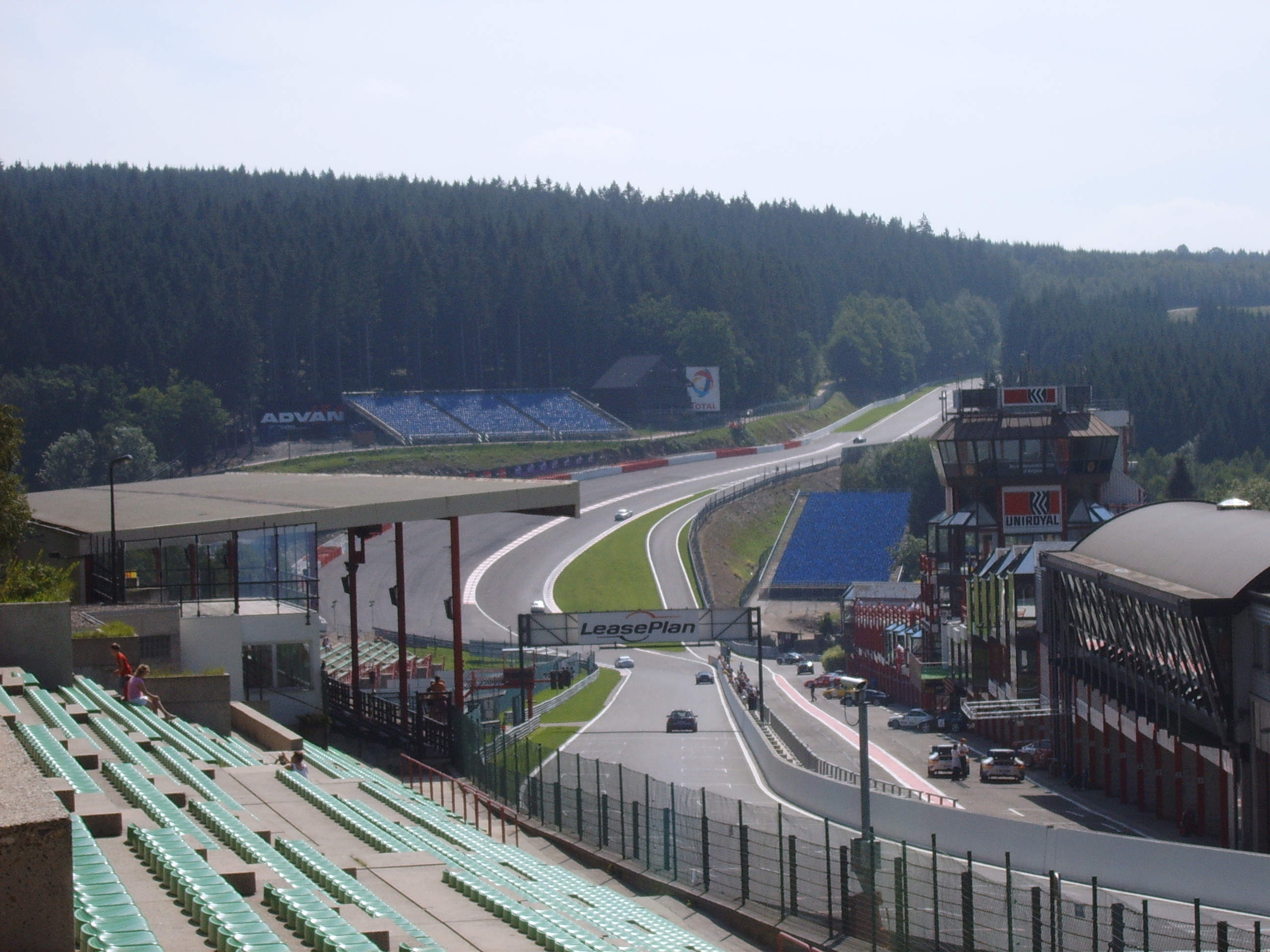
Kurvorna Eau Rouge och Raidillon.